# 강거 (후한)

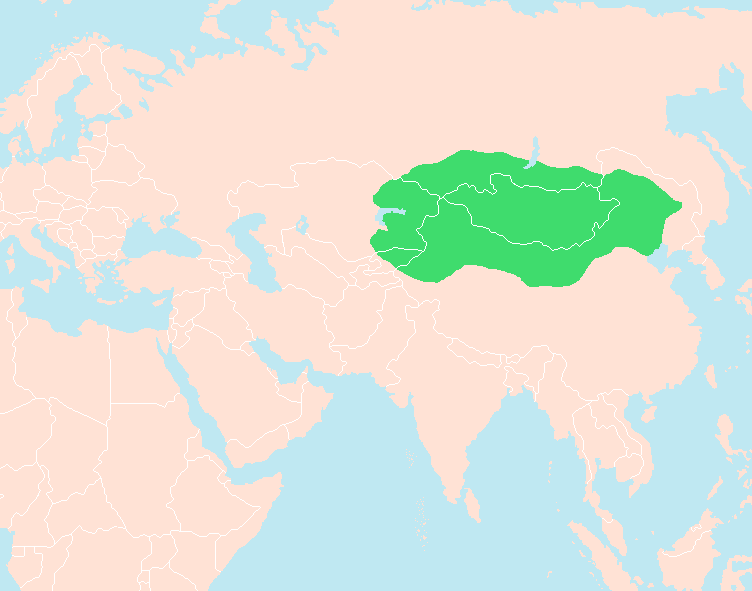

강거(羌渠, ? ~ 188년)는 후한말 남흉노의 선우이다.

## 생애
광화 원년(178년), 호징이 선우로 즉위하였다. 이때 강거는 우현왕이 되었고 광화 2년(179년), 남흉노중랑장(使匈奴中郞將) 장수(張脩)가 호징을 죽이고 강거를 선우에 임명하였다.
광화 7년(184년), 황건적의 난이 일어나자 강거는 아들 우현왕 어부라(於夫羅)에게 군사를 이끌게 하여 반란군 진압을 도왔다.
중평 4년(187년), 전 중산상 장순이 오환·선비와 함께 반란을 일으켰다. 강거는 영제의 명령으로 유주목 유우를 따랐고, 좌현왕에게 병력을 주어 구원하게 하였다.
그러나 남흉노의 사람들은 강거가 계속 병력을 동원하는 것을 두려워하였고, 결국 이듬해에 반란을 일으켜 강거를 죽였다.
강거의 뒤를 이어 그의 아들인 어부라가 선우로 즉위하였으나, 남흉노의 국인들은 따로 수복골도후(須卜骨都侯)를 추대하였다.